# Atlasz Leszbikus, Meleg, Biszexuális és Transznemű Sportegyesület
Az Atlasz Leszbikus, Meleg, Biszexuális és Transznemű Sportegyesületet (rövid nevén: Atlasz Sportegyesületet) 2004. február 12-én hozták létre a már korábban is működő budapesti sportklubok azzal a céllal, hogy a tömegsportokhoz lehetőséget biztosítson, felkészítse a sportolókat a versenyekre, és egyesületként képviselje a magyarországi leszbikus, meleg, biszexuális és transznemű (LMBT) sportolók érdekeit.
Önálló szakosztályai: fallabda, fitness, futás, ping-pong, tánc, tollaslabda, úszás és túrasportok (gyalogtúra és kerékpártúra); korábban: kézilabda, futball, showtánc, kosárlabda. 2004-ben az Európai Meleg és Leszbikus Sportszövetség (EGLSF) tagja lett. Az egyesület 2003 óta rendez sportnapot (két év kihagyás után 2023-tól ismét), ahol lehetőséget adnak szakosztályaiknak és az Atlaszon kívüli további sportszerveződéseknek a bemutatkozásra, az érdeklődőknek pedig a csatlakozásra. 2006-ban és 2007-ben Atlasz Budapest Kupát, nyílt azonosnemű versenytánc-bajnokságot rendeztek.